# Lijst van nummers van Pussycat
Dit is een lijst van nummers van Pussycat. In de lijst staan de nummers die Pussycat uitbracht op een van de zes elpees, waaraan drie singles zijn toegevoegd waarop nummers staan die niet op een reguliere elpee zijn verschenen. De belangrijkste schrijver voor Pussycat was Werner Theunissen die bij elkaar 55 nummers schreef die Pussycat op een elpee en/of single plaatste.
| Jaar | nummer                                     | schrijver(s)                                           | duur | elpee                                                                                 |
| ---- | ------------------------------------------ | ------------------------------------------------------ | ---- | ------------------------------------------------------------------------------------- |
| 1976 | Georgie                                    | Werner Theunissen                                      | 2:27 | First of all                                                                          |
| 1976 | Pasadena                                   | Werner Theunissen                                      | 3:57 | First of all                                                                          |
| 1976 | Boulevard de la Madeleine                  | Denny Laine en Mike Pinder                             | 2:55 | First of all                                                                          |
| 1976 | What did they do to the people             | Werner Theunissen                                      | 3:03 | First of all                                                                          |
| 1976 | Mexicali lane                              | Werner Theunissen                                      | 3:10 | First of all                                                                          |
| 1976 | Take me                                    | Werner Theunissen                                      | 2:40 | First of all                                                                          |
| 1976 | Mississippi                                | Werner Theunissen                                      | 4:33 | First of all                                                                          |
| 1976 | Delany                                     | Werner Theunissen                                      | 3:18 | First of all                                                                          |
| 1976 | Do it                                      | Werner Theunissen                                      | 2:17 | First of all                                                                          |
| 1976 | Help me living on                          | Werner Theunissen                                      | 3:49 | First of all                                                                          |
| 1976 | Just a woman                               | Werner Theunissen                                      | 3:40 | First of all                                                                          |
| 1976 | Bad boy                                    | Werner Theunissen                                      | 3:41 | First of all                                                                          |
| 1977 | My broken souvenirs                        | Werner Theunissen                                      | 3:52 | Souvenirs                                                                             |
| 1977 | Don't play casanova                        | Werner Theunissen                                      | 2:26 | Souvenirs                                                                             |
| 1977 | Get it higher                              | Werner Theunissen                                      | 3:34 | Souvenirs                                                                             |
| 1977 | The easy way                               | Werner Theunissen                                      | 3:19 | Souvenirs                                                                             |
| 1977 | You don't know (what it's like to be near) | Werner Theunissen                                      | 2:11 | Souvenirs                                                                             |
| 1977 | Smile                                      | Werner Theunissen                                      | 3:30 | Souvenirs                                                                             |
| 1977 | Dear John                                  | Werner Theunissen                                      | 3:10 | Souvenirs                                                                             |
| 1977 | I'll be your woman                         | Werner Theunissen                                      | 4:45 | Souvenirs                                                                             |
| 1977 | I long to hear your footsteps              | Werner Theunissen                                      | 3:30 | Souvenirs                                                                             |
| 1977 | Someday                                    | Werner Theunissen                                      | 5:08 | Souvenirs                                                                             |
| 1977 | One for the lady                           | Werner Theunissen                                      | 2:45 | Souvenirs                                                                             |
| 1977 | Nothing to hide                            | Eddy Hilberts                                          | 2:23 | Souvenirs                                                                             |
| 1977 | Home                                       | Werner Theunissen                                      | 3:42 | Souvenirs                                                                             |
| 1978 | Wet day in September                       | Werner Theunissen                                      | 3:35 | Wet day in September                                                                  |
| 1978 | Hey Joe                                    | Werner Theunissen                                      | 3:46 | Wet day in September                                                                  |
| 1978 | It's the same old song                     | Holland-Dozier-Holland                                 | 3:31 | Wet day in September                                                                  |
| 1978 | Love in September                          | Eddy Hilberts                                          | 2:52 | Wet day in September                                                                  |
| 1978 | She needs a man                            | Werner Theunissen                                      | 3:37 | Wet day in September                                                                  |
| 1978 | I must get you                             | Werner Theunissen                                      | 4:28 | Wet day in September                                                                  |
| 1978 | Another day                                | Werner Theunissen                                      | 4:14 | Wet day in September                                                                  |
| 1978 | If you ever come to Amsterdam              | Werner Theunissen                                      | 4:48 | Wet day in September                                                                  |
| 1978 | Here comes that song again                 | Werner Theunissen                                      | 3:16 | Wet day in September                                                                  |
| 1978 | The story of W. Dummy                      | Werner Theunissen                                      | 3:26 | Wet day in September                                                                  |
| 1978 | Look away                                  | Bert Berns en Jerry Ragovoy                            | 2:48 | Wet day in September                                                                  |
| 1978 | (Goodbye) To lovin'                        | Werner Theunissen                                      | 3:13 | Wet day in September                                                                  |
| 1979 | Daddy                                      | Werner Theunissen                                      | 3:45 | Simply to be with you                                                                 |
| 1979 | Stranger in town                           | Norbert Schmidt                                        | 2:51 | Simply to be with you                                                                 |
| 1979 | A perfect love                             | Paul Williams                                          | 2:43 | Simply to be with you                                                                 |
| 1979 | Don't love him                             | Eddy Hilberts                                          | 3:20 | Simply to be with you                                                                 |
| 1979 | Alleghenny                                 | Werner Theunissen                                      | 4:16 | Simply to be with you                                                                 |
| 1979 | The walls of Xanadu                        | Werner Theunissen                                      | 3:05 | Simply to be with you                                                                 |
| 1979 | Let freedom range                          | Werner Theunissen                                      | 3:07 | Simply to be with you                                                                 |
| 1979 | Three steps and then...                    | Werner Theunissen                                      | 3:24 | Simply to be with you                                                                 |
| 1979 | Doin' la bamba                             | Werner Theunissen                                      | 8:30 | Simply to be with you                                                                 |
| 1979 | On the corner of my life                   | Werner Theunissen                                      | 4:03 | Simply to be with you                                                                 |
| 1981 | Rio                                        | Werner Theunissen                                      | 4:17 | Blue lights                                                                           |
| 1981 | Blue lights in my eyes                     | Werner Theunissen                                      | 4:10 | Blue lights                                                                           |
| 1981 | Then the music stopped                     | Werner Theunissen                                      | 4:46 | Blue lights                                                                           |
| 1981 | Rain                                       | Werner Theunissen                                      | 4:40 | Blue lights                                                                           |
| 1981 | Cha cha me baby                            | Werner Theunissen                                      | 5:00 | Blue lights                                                                           |
| 1981 | Who's gonna love you                       | Werner Theunissen                                      | 2:42 | Blue lights                                                                           |
| 1981 | Une chambre pour la nuit                   | Werner Theunissen                                      | 3:17 | Blue lights                                                                           |
| 1981 | Teenage queenie                            | Werner Theunissen                                      | 3:30 | Blue lights                                                                           |
| 1981 | I don't wanna rock 'n roll                 | Werner Theunissen                                      | 3:31 | Blue lights                                                                           |
| 1982 | Take a look at me                          | Günter Lammers en Dave Colman                          | 3:49 | A-kant van een single                                                                 |
| 1983 | Lovers of a kind                           | Andy Arthurs en Howard Goodall                         | 2:54 | After all                                                                             |
| 1983 | Dream lover                                | Werner Theunissen                                      | 2:56 | After all                                                                             |
| 1983 | Say one word                               | Günter Lammers, Rolf Lammers en Juan Bastós            | 3:36 | After all                                                                             |
| 1983 | Closer to you                              | Werner Theunissen                                      | 2:58 | After all                                                                             |
| 1983 | Cross the sea                              | Günter Lammers, Rolf Lammers, Juan Bastós en Mike Gong | 3:25 | After all                                                                             |
| 1983 | It's over                                  | Günter Lammers, Rolf Lammers en Mike Gong              | 3:47 | After all                                                                             |
| 1983 | Chicano                                    | Werner Theunissen                                      | 4:21 | After all                                                                             |
| 1983 | Love this time                             | Stephen Allen Davis                                    | 3:06 | After all                                                                             |
| 1983 | I'm still in love with you                 | Günter Lammers, Juan Bastós en Dave Colman             | 3:31 | After all                                                                             |
| 1983 | Chez Louis                                 | Werner Theunissen                                      | 3:08 | After all                                                                             |
| 1983 | If you go                                  | Werner Theunissen                                      | 4:01 | After all                                                                             |
| 1983 | After all                                  | Austin Roberts                                         | 3:35 | After all                                                                             |
| 1983 | Roll on sweet Mississippi                  | Bill Anthony en Bob Morrison                           | 4:00 | A-kant van een single                                                                 |
| 1983 | I can't get over you                       | Norbert Schmidt en Toni Willé                          | 3:00 | B-kant van Roll on sweet Mississippi                                                  |
| 1984 | Light of a gypsy                           | Werner Theunissen                                      | 3:41 | A-kant van een single                                                                 |
| 1984 | You                                        | Henk Dragstra en Lou Willé                             | 3:01 | B-kant van Light of a gypsy                                                           |
| 2001 | Another day (The sun comes up tomorrow)    | Werner Theunissen                                      | 4:14 | 25 jaar na Mississippi (dit is een ander nummer dan op de elpee Wet day in September) |